# Camille (1915)
Camille é um filme de 1915 baseado no romance e peça de 1852, La dame aux camélias (em português: A Dama das Camélias), de Alexandre Dumas, filho. Foi adaptado por Frances Marion, dirigido por Albert Capellani, estrelado por Clara Kimball Young, Paul Capellani, Lillian Cook e Robert Cummings.

## Elenco
- Clara Kimball Young – Camille
- Paul Capellani – Armand Duval
- Lillian Cook – Cecile
- Robert Cummings – Monsieur Duval
- Dan Baker: Joseph
- Stanhope Wheatcroft – Robert Bousac
- Frederick Truesdell – Count de Varville
- William Jefferson – Gaston
- Edward Kimball – El Doctor (creditado como Edward M. Kimball)
- Louise Ducey – Madame Prudence
- Beryl Morhange – Nanine

## Produção
O título de trabalho do filme foi A Modern Camille.